# Vlkava
Vlkava település Csehországban, a Mladá Boleslav-i járásban. Vlkava Jizbice, Čachovice, Loučeň, Smilovice és Všejany településekkel határos. Lakosainak száma 494 fő (2024. január 1.).

## Népesség
A település lakosságának változását az alábbi diagram mutatja:
| Lakosok száma | 514  | 661  | 599  | 481  | 444  | 389  | 416  | 428  | 424  | 494  |
|               | 1869 | 1890 | 1921 | 1950 | 1980 | 2001 | 2017 | 2019 | 2022 | 2024 |